# 狂克
狂克（英文：Crunk，也有译作旷课、旷克）是一种嘻哈乐的支风格，起源于1990年代初期并流行于2000年代中期。狂克通常用快板，是南部嘻哈中较为适合舞厅的风格。一类典型的狂克曲目的主旋经常用多层电子琴音色、鼓机节奏，重低音声部以及吼叫效果的人声（通常为对唱形式）构成。鉴于狂克在主流音乐中的影响，该词有时也被用来称呼整体南方嘻哈。狂克的英文词“crunk”来源于黑人英语里“crank”的过去分词，意思为“极其兴奋”。